# Izaak Gabras
Izaak Gabras (zm. w XV wieku) – bizantyński książę państwa Teodoro na Krymie w latach 1471–1474 z dynastii Gabrasów.

## Życiorys
Był synem Aleksego I Gabrasa. Jego braćmi byli poprzedni władcy Teodoro: Aleksy II Gabras (1434-1444) i Jan Gabras (1444–1460). Jego siostra Maria była w okresie 1472-1477 żoną hospodara Mołdawii Stefana III Wielkiego. Został obalony ze względu na jego pro-osmańską orientację w polityce zagranicznej przez swojego bratanka Aleksandra Gabrasa (1474-1475) w 1474 roku. 